# غريغ ووكر (لاعب كرة قدم أسترالية)
غريغ ووكر (بالإنجليزية: Greg Walker)‏ هو لاعب كرة قدم أسترالية أسترالي، ولد في 8 يوليو 1967 في Midland, Western Australia ‏ في أستراليا.

## وصلات خارجية
- غريغ ووكر على موقع AustralianFootball.com (الإنجليزية)